# Vierjahresplan
Der Vierjahresplan bezeichnet die auf dem Auftrag Adolf Hitlers gründende nationalsozialistische Wirtschaftsprogrammatik, ab 1936 binnen vier Jahren die wirtschaftliche und militärische Kriegsfähigkeit durch Autarkie und forcierte Aufrüstung zu erreichen. Dazu wurde ab Ende 1936 eine entsprechende Vierjahresplanbehörde unter Hermann Göring eingerichtet.
Im Ausland nahm man den Verstoß gegen den Versailler Vertrag zwar durchaus wahr, sanktionierte das Deutsche Reich jedoch nicht.

## Entstehung
Ein Vorläufer war das Schlattmann-Programm unter der Ägide von Hjalmar Schacht. Am 18. Oktober 1936 erließ Hitler die Verordnung zur Durchführung des Vierjahresplans, die Hermann Göring die Generalvollmacht für die Lenkung aller wirtschaftlichen Maßnahmen übertrug, die für die Erreichung der Kriegsfähigkeit notwendig seien.
Unter Göring wurde der Vierjahresplan als eine Oberste Reichsbehörde institutionalisiert. Ihr Zweck bestand darin, Autarkie und Kriegsfähigkeit der deutschen Wirtschaft zu schaffen. Der Plan wurde auf dem Reichsparteitag der NSDAP im September 1936 mit der Begründung der Notwendigkeit einer Wehrhaftmachung des deutschen Volkes verkündet. Göring führte die Behörde aus dem Preußischen Staatsministerium und stellte sie als Beauftragter für den Vierjahresplan im Oktober 1936 im Berliner Sportpalast der Öffentlichkeit vor. Der Plan diene vor allem der Ernährungssicherung der Deutschen.
Das nationalsozialistische Regime selbst bezeichnete den 1936 institutionalisierten Vierjahresplan bis Kriegsende als „zweiten Vierjahresplan“, um an ein seit 1933 bewährtes Propagandamotiv anzuknüpfen. Schon vor den Märzwahlen 1933 hatte Hitler bei verschiedenen Gelegenheiten propagiert, er brauche vier Jahre Zeit, um die Arbeitslosigkeit zu beseitigen, und Propagandaminister Joseph Goebbels die Presse angewiesen, darüber stets unter der Überschrift „Gebt mir vier Jahre Zeit“ zu berichten. Der Vierjahresplan 1936 bis 1940, so Goebbels, basiere nun auf diesem „ersten Vierjahresplan“.

## Der Plan

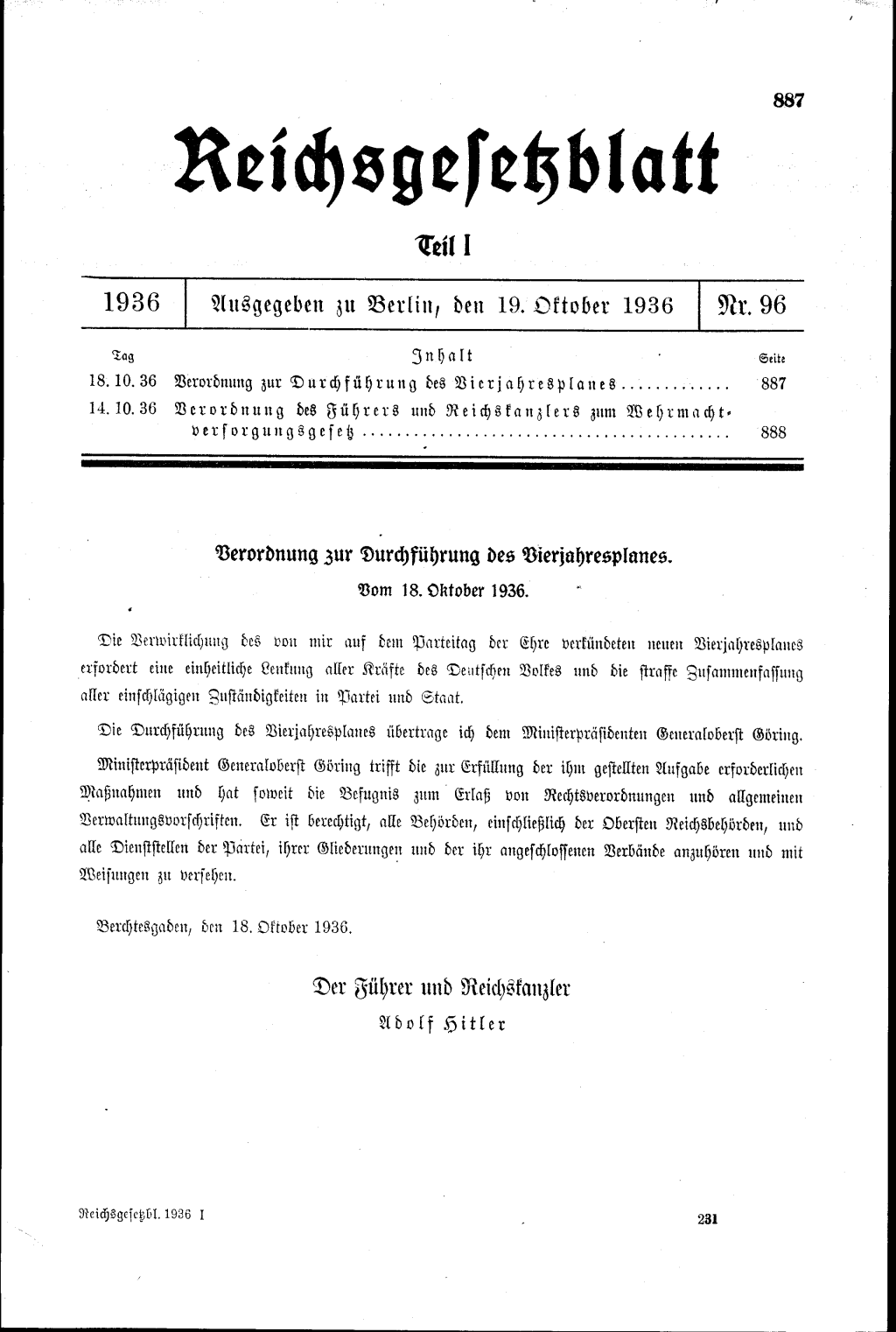
Reichsgesetzblatt vom 19. Oktober 1936: Verordnung zur Durchführung des Vierjahresplanes

Ziel war die Ausrichtung der Wirtschaft auf die beschleunigte Rüstung und Autarkie, da Deutschland mit seiner Rohstoffabhängigkeit vom Ausland sonst keinen längeren Krieg führen konnte.

### Denkschrift zum Vierjahresplan
Der Vierjahresplan wurde durch eine geheime, etwa August 1936 verfasste Denkschrift Adolf Hitlers befohlen. Diese leitete Hitler ein mit der These, ein Krieg mit der Sowjetunion sei unvermeidlich.
Die zentralen Forderungen in Hitlers Denkschrift waren:
1. „Die deutsche Armee muss in vier Jahren einsatzfähig sein.“
2. „Die deutsche Wirtschaft muss in vier Jahren kriegsfähig sein.“[6]

Warum und wofür Armee und Wirtschaft 1940 hauptsächlich einsatz- und kriegsfähig sein sollten, hatte Hitler vor seinem Schlussfazit in der Denkschrift wie folgt erläutert: „Wir sind übervölkert und können uns auf der eigenen Grundlage nicht ernähren […] Die endgültige Lösung liegt in einer Erweiterung des Lebensraumes bzw. der Rohstoff- und Ernährungsbasis unseres Volkes. Es ist die Aufgabe der politischen Führung, diese Frage dereinst zu lösen.“
Hermann Göring trug die Denkschrift in einer Kabinettssitzung am 4. September 1936 vor. Er erörterte die Pläne mit den Worten: „Sie geht von dem Grundgedanken aus, dass die Auseinandersetzung mit Russland unvermeidbar ist.“ Er schloss die Kabinettssitzung mit dem Hinweis:

„Alle Maßnahmen haben so zu erfolgen, als ob wir im Stadium der drohenden Kriegsgefahr uns befänden.“

### Entwicklung und Durchführung
Auf organisatorischer Ebene sah Görings Erlass vom 22. Oktober 1936 die Einrichtung eines kleinen Ministerrats der wirtschafts- und sozialpolitischen Ressorts für Grundsatzentscheidungen vor, während ein aus den jeweiligen Staatssekretären bestehender Generalrat „als exekutive Koordinierungsinstanz“ fungieren sollte. Da der Ministerrat selten zusammentrat, wurde der eigentlich untergeordnete, aber wöchentlich tagende und alle Probleme des Vierjahresplan erörternde Generalrat „wichtiger als der Ministerrat“.
Die Methoden waren durch Rohstoffkontingentierung, Investitionen sowie Lenkung des Arbeitseinsatzes gekennzeichnet. Unter anderem war es das Ziel, die Autarkie der deutschen Wirtschaft mit Hilfe der unrentablen Erzeugung synthetischer Ersatzstoffe, wie Leuna-Benzin, Buna-Kautschuk, Kunstdünger und Sprengstoff, zu erreichen.
Im Rahmen des Vierjahresplans gründete die NS-Regierung unter anderem die Reichswerke Hermann Göring, die dem Abbau und der Verhüttung von armen Eisenerzen dienten. Als Verantwortlicher wurde Göring eingesetzt. Der Vierjahresplan war nicht besonders effektiv organisiert. Dennoch konnte die Wirtschaftsleistung erheblich gesteigert werden. Vom Frühjahr 1942 bis zum Februar 1943 wurde unter der Leitung Albert Speers der Ausstoß an Rüstungsgütern verdoppelt, wofür aber hauptsächlich eine stark gesteigerte Zuteilung an Stahl ursächlich war.
Vor der Öffentlichkeit verkündete Göring am 28. Oktober 1936 im Berliner Sportpalast den Vierjahresplan unter anderem als eine Konzeption zur Sicherung der Ernährung des Volkes.
Am 17. Dezember 1936 hielt Göring vor über 100 Industriellen eine Rede im Preußenhaus über die Durchführung des Vierjahresplans; in dieser Rede äußerte er:

„Die Auseinandersetzung, der wir entgegengehen, verlangt ein riesiges Ausmaß von Leistungsfähigkeit. Es ist kein Ende der Aufrüstung abzusehen. Allein entscheidend ist hier der Sieg oder Untergang. […] Wir stehen bereits in der Mobilmachung und im Krieg, es wird nur noch nicht geschossen.“

Laut der Denkschrift Hitlers war der Vierjahresplan nur als vorübergehende Lösung anzusehen („Die endgültige Lösung liegt in einer Erweiterung des Lebensraumes bzw. der Rohstoff- und Ernährungsbasis unseres Volkes.“). Demgemäß wurde ab 1941 die Planung zunächst unter Fritz Todt und nach dessen Tod ab Februar 1942 unter Speer völlig auf die totale Kriegswirtschaft umgestellt.
Am 18. Oktober 1936 ernannte Hitler Göring zum „Bevollmächtigten für den Vierjahresplan“, womit seine Macht im NS-Staat noch weiter zunahm. Der Plan löste den Neuen Plan Hjalmar Schachts ab. Durch die Ernennung Görings wurde die Macht von Hjalmar Schacht beschnitten, der Ende November von seinem Posten als Wirtschaftsminister zurücktrat.
Ab diesem Zeitpunkt der Ernennung Görings durch Hitler unterscheidet Dietmar Petzina drei Phasen für die Entwicklung und Durchführung des Vierjahresplans, wobei Göring als „Diktator auf dem Gebiet der Wirtschaft“ fungiert habe: 1.) Eine eher weit gefächerte noch recht allgemeine Planung und Aktivität zwischen Oktober 1936 und Sommer 1938. 2.) Den Zeitraum einer ganz auf kriegswirtschaftliche Mobilmachung orientierten Wirtschaftspolitik von Juli 1938 bis zum Kriegsbeginn im September 1939. 3.) Die Phase der Verschmelzung des Vierjahresplanes mit der Kriegswirtschaft vom Herbst 1939 bis 1942. Der Plan sei „für die politische Bewegungsfreiheit des Regimes hochwichtig“ gewesen und sollte durch die Schaffung wirtschaftlicher Unabhängigkeit Hitlers „Außenpolitik der Drohungen und Erpressungen“ ermöglichen.
Das Forschungsinstitut der Vereinigten Stahlwerke, die Kohle- und Eisenforschung GmbH betrieb, auf Initiative von Albert Vögler umfangreiche Autarkieforschung für den Vierjahresplan.
Am 1. November 1939 wurde die Haupttreuhandstelle Ost (HTO) als Behörde des Vierjahresplans errichtet. Mit der Leitung der HTO beauftragte Hermann Göring den Bürgermeister a. D. Max Winkler. Ihre Aufgabe war die Erfassung, Verwaltung und Verwertung des Vermögens des polnischen Staates und seiner Bürger nach der Besetzung polnischen Staatsgebiets durch deutsche Truppen ab dem 1. September 1939 (Überfall auf Polen). Die Historiker Werner Röhr und Ingo Loose beschrieben die Funktion der HTO als eine „staatliche Regulierungsinstanz für konkurrierende Beuteansprüche“, „die für eine der größten Raubaktionen verantwortlich zeichnete, die die Nationalsozialisten im besetzten Europa überhaupt übernahmen“.
1940 verlängerte Hitler die Vollmacht Görings als Beauftragter für den Vierjahresplan, die sich seit dem deutschen Überfall auf die Sowjetunion 1941 auch auf die dort besetzten Gebiete erstreckte. So war der Vierjahresplan auch im Weltkrieg von großer wirtschaftlicher und politischer Bedeutung. Die von der Behörde ausgearbeiteten Pläne fanden ihren Niederschlag u. a. in der Grünen Mappe für das Unternehmen Barbarossa. Dafür setzte Göring den „Stab General Bührmann“ ein, benannt nach seinem Befehlshaber Generalmajor Robert Bührmann. Er wurde durch einen Erlass Görings vom 28. November 1939 zum Beauftragten für Rohstoffversorgung im Stab des Oberbefehlshabers Ost berufen, die grundlegenden Aufgaben wurden von Bührmann am 30. November 1939 festgelegt. Ab 1940 wurde er als Inspektor für die Rohstoffversorgung in allen besetzten Gebieten und als Generalbevollmächtigter des Vierjahresplans berufen.

## Politische Bedeutung
Die Umsetzung des Vierjahresplanes ging mit Verstößen gegen den Versailler Vertrag einher, da viele der im Rahmen des Planes produzierten Waffen aufgrund der vertraglich vereinbarten Verbotsbestimmungen entweder illegal oder im Ausland produziert worden waren. Auch die Produktion von optischen Zielgeräten für die neu geschaffene Luftwaffe und die Panzertruppe nahm eine bedeutende Stellung im Vierjahresplan ein. Der Staat griff mit dem Vierjahresplan direkt in die Produktionsprozesse der Wirtschaftsunternehmen ein. Unternehmer wurden gezwungen ihre Produktion entsprechend anzupassen und mussten insbesondere die Produktion von Konsumgütern der Planerfüllung unterordnen. Damit die Hauptziele des Plans, Deutschland angriffsfähig und seine Wirtschaft kriegsfähig zu machen, erreicht werden konnten, beschäftigten die Obersten Reichsbehörden zeitweise bis zu 20.000 zusätzliche Arbeiter. Innenpolitisch wurde der Bevölkerung der Vierjahresplan auch im Kontext mit dem Narrativ des „Volkes ohne Raum“ angepriesen, welches angeblich auf zusätzlichen Lebensraum im Osten angewiesen sei.
Im Ausland sah man deutlich, dass der Vierjahresplan, in dem unter anderem die Schaffung einer Luftwaffe und das Ziel eine halbe Million Soldaten kriegsbereit zu halten enthalten waren, ein offener Bruch mit den Bestimmungen des Versailler Vertrages darstellte. Für Hitler stand die Aufrüstung der Wehrmacht ganz klar im Zentrum seiner Interessen. Der Völkerbund protestierte ebenso, wie die Regierungen des Vereinigten Königreiches, Frankreich und Italien. Dennoch wurden keine Sanktionen verhängt.